# آنتونیو مدینا (بازیکن فوتبال)
آنتونیو مدینا (انگلیسی: Antonio Medina؛ زادهٔ ۱۸ دسامبر ۱۹۸۴) بازیکن فوتبال اهل آرژانتین است.
از باشگاه‌هایی که در آن بازی کرده‌است می‌توان به باشگاه فوتبال روساریو سنترال و باشگاه فوتبال جیمناسیا لاپلاتا اشاره کرد.